# Плегесуэло, Хави
Хавьер «Хави» Плегесуэло Сельва (исп. Xavier "Xavi" Pleguezuelo Selva, испанское произношение: [ˈʃaβjeɾ pleɣeˈθwelo ˈselβa]; 14 января 2003, Пальма-де-Мальорка, Испания) — испанский футболист, защитник клуба «Бетис Депортиво».

## Клубная карьера
15 февраля 2024 года Плегесуэло дебютировал за основную команду «Реал Бетиса» в матче Лиги конференций УЕФА против хорватского клуба «Динамо».

## Личная жизнь
У Хави есть старший брат Хулио, который также является футболистом.